# التويرسة ضاية عائشة (التيرسنة ضاية عائشة)
التويرسة ضاية عائشة هو دُوَّار يقع بجماعة قصيبية، إقليم سيدي سليمان، جهة الرباط سلا القنيطرة في المملكة المغربية. ينتمي الدوّار لمشيخة التيرسنة ضاية عائشة التي تضم 3 دواوير. يقدر عدد سكانه بـ 607 نسمة حسب الإحصاء الرسمي للسكان والسكنى لسنة 2004.

## روابط خارجية
- البوابة الوطنية للجماعات الترابية
- المندوبية السامية للتخطيط